# Haut-Poitou
Das Weinbaugebiet Haut-Poitou liegt in der Nähe der Gemeinden Poitiers und Châtellerault in Zentralfrankreich. Das Weinbaugebiet gehört zur großen Weinbauregion Loire. Haut-Poitou liegt südlich der Appellationen Vins du Thouarsais sowie Anjou und Saumur.
Haut-Poitou wurde am 23. Oktober 1970 als VDQS eingestuft. Bis in das Jahr 1989 hieß das Gebiet offiziell Vin du Haut-Poitou.
Die Weinberge umfassen zurzeit knapp 800 Hektar Rebfläche in 47 Gemeinden. Die Flächen befinden sich auf einer Höhe von 80 bis 130 m.
Die trockenen Rotweine werden als Verschnitt aus den Rebsorten Pinot Noir, Gamay, Merlot, Malbec, Cabernet Franc, Cabernet Sauvignon, Gamay de Chaudenay sowie Grolleau gekeltert. Die Erntebeschränkung liegt bei 50 Hektoliter/Hektar. Der Mindestalkoholgehalt liegt bei niedrigen 9 Vol.-% und darf im Falle einer Chaptalisation 12,5 % nicht überschreiten. Die rubinroten, fruchtigen Weine sollten innerhalb von 2–3 Jahren nach der Ernte getrunken werden. Die Trinktemperatur sollte bei 14–16 °C liegen. Wenn der Wein hauptsächlich aus Gamay gekeltert wurde, sollte er jung und etwas kühler genossen werden.
Die Roséweine werden ebenfalls aus Pinot Noir, Gamay, Merlot, Malbec, Cabernet Franc, Cabernet Sauvignon, Gamay de Chaudenay sowie Grolleau gekeltert. Deren optimale Trinktemperatur liegt bei 10 °C. Sie sind jedoch kaum anzutreffen, da sie nur in ganz geringem Umfang angebaut werden.
Die trockenen Weißweine werden als Verschnitt aus den Rebsorten Sauvignon Blanc, Chardonnay, Chenin Blanc (min. 80 % Anteil) und Pinot Blanc gekeltert. Die strohgelben Weine sollten innerhalb von ein bis zwei Jahren nach der Ernte getrunken werden. Die Trinktemperatur sollte bei 10–12 °C liegen.

## Zugelassene Gemeinden
Amberre, Ayron, Beaumont, Blaslay, Chabournay, Chalandray, Champigny-le-Sec, Charrais, Chasseneuil-du-Poitou, Cheneché, Cherves, Chiré-en-Montreuil, Chouppes, Cissé, Colombiers, Craon, Cuhon, Dissay, Doux, Frontenay-sur-Dive, Frozes, Jaunay-Clan, Lencloître, Maillé, Maisonneuve, Marigny-Brizay (hier ist es am einfachsten, selbstvermarktende Winzer zu finden), Massognes, Mazeuil, Migné, Mirebeau, Neuville-de-Poitou, Ouzilly, Prinçay, Le Rochereau, Saint-Cyr, Saint-Georges-les-Ballargeaux, Saint-Jean-de-Sauves, Thenezay, Thurageau, Usseau, Varennes, Vendeuvre, Villiers, Vouillé, Vouzailles und Yversay.